# آن درويان
آن درويان (بالإنجليزية: Ann Druyan) (ولدت في 13 يونيو 1949) هي مؤلفة ومنتجة أمريكية تخصصت في إنتاج الافلام الوثائقية حول علم الكون والأدبيات العلمية. وكانت أحد المشاركين في كتابة وثائقي PBS سلسلة (كوزموس: رحلة شخصية) الشهيرة في عام 1980 التي قدمها كارل ساغان الذي تزوجته لاحقا في عام 1981. حاليا هي مبتكرة ومنتجة وكاتبة سلسلة (كوزموس: ملحمة الزمكان).
بالإضافة إلى ذلك، كانت مسئولة عن اختيار الموسيقى التي تم تضمينها مع مركبتي الفضاء فوياجر 1 وفوياجر 2.

## روابط خارجية
- آن درويان على موقع IMDb (الإنجليزية)
- آن درويان على موقع ميوزك برينز (الإنجليزية)
- آن درويان على موقع إن إن دي بي (الإنجليزية)
- آن درويان على موقع ديسكوغز (الإنجليزية)
- آن درويان على موقع قاعدة بيانات الفيلم (الإنجليزية)